# Theuns Stofberg
Pour les articles homonymes, voir Theuns.
Marthinus Theunis Steyn Stofberg, dit Theuns Stofberg, né le 6 juin 1955 à Villiers (Union d'Afrique du Sud) et mort le 23 août 2023,, est un joueur de rugby à XV sud-africain, qui joue avec l'équipe d'Afrique du Sud. Il évolue au poste de troisième ligne aile.

## Origine
Via sa lignée maternelle, Theuns Stofberg est l'arrière-petit-fils de l'ancien président de l'État libre d'Orange, Marthinus Theunis Steyn et le petit-fils d'Isabella Gordon Tibbie Steyn (1895-1993) et de son époux Nicolaas Johannes van der Merwe (1888-1940), un avocat, homme politique et intellectuel sud-africain, chef du parti national dans l'État libre d'Orange.

## Carrière
Theuns Stofberg débute le 14 août 1976 sous le maillot des Springboks contre les All Blacks. Puis il rencontre les Lions en 1980. En 1981, il participe à la tristement célèbre tournée des Springboks en 1981 en Nouvelle-Zélande. Il connaît sa dernière cape le 9 juin 1984 contre les Anglais. 
Il a été quatre fois capitaine des Springboks.
En parallèle, il joue la Currie Cup avec la province de l'État Libre d'Orange, le Northern Transvaal et la Western Province. 

### En club
- Orange Free State 1976-1977
- Northern Transvaal 1980-1982
- Western Province 1983-1984

## Palmarès

### En équipe nationale
- 21 sélections entre 1976 et 1984 pour l'équipe d'Afrique du Sud de rugby à XV
- 24 points en test matchs
- 6 essais
- Sélections par année : 2 en 1976, 1 en 1977, 9 en 1980, 5 en 1981, 2 en 1982 et 2 en 1984.